# 西前田駅

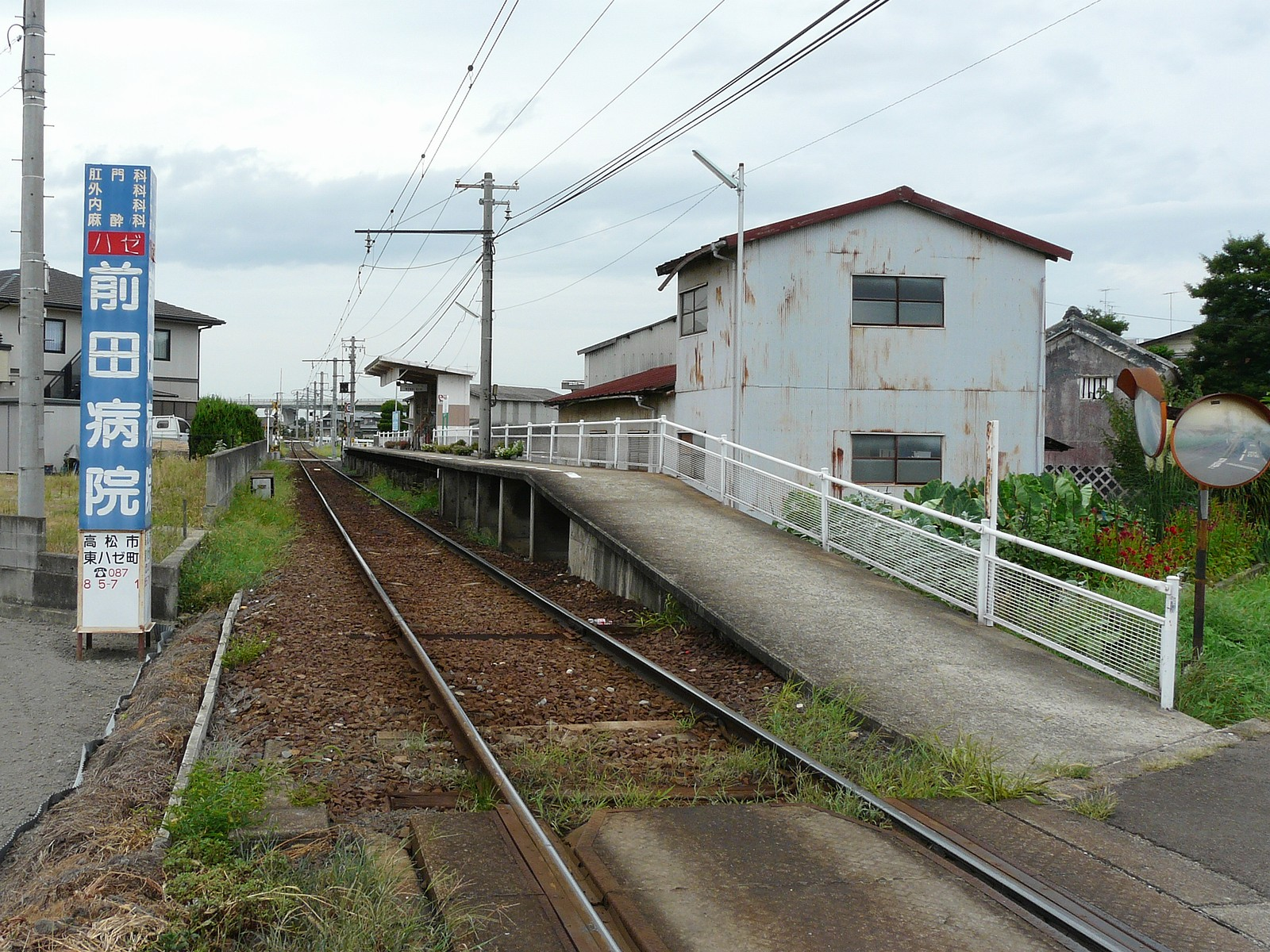
ホーム　高田方より

西前田駅（にしまえだえき）は、香川県高松市前田東町にある、高松琴平電気鉄道長尾線の駅である。駅番号はN08。

## 駅構造
単式ホーム1面1線を有する。

## 利用状況
1日の平均乗降人員は以下の通りである。
| 1日乗降人員推移 | 1日乗降人員推移 |
| 年度            | 1日平均人数     |
| --------------- | --------------- |
| 2011年          | 97              |
| 2012年          | 118             |
| 2013年          | 122             |
| 2014年          | 125             |
| 2015年          | 126             |
| 2016年          | 131             |
| 2017年          | 137             |
| 2018年          | 135             |

## 駅周辺
- 高松市立前田小学校
- 前田文化センター
- 中川隣保児童館
- 前田橋バス停

## 歴史
- 1912年（明治45年）4月30日 - 高松電気軌道の駅として開業。現在地より瓦町寄りの吉田川東詰付近に位置していた。
- 1943年（昭和18年）11月1日 - 会社合併により高松琴平電気鉄道長尾線の駅となる。
- 1963年（昭和38年）6月21日 - 現在地に移転[2]。

## 隣の駅
高松琴平電気鉄道
■長尾線
水田駅（N07） - 西前田駅（N08） - 高田駅（N09）

### 周辺廃駅
- 長尾線 東前田駅

1934年（昭和9年）廃止。現在の東前田踏切の西側付近にあった。